# Форначе (Латина)
Форначе (итал. Fornace) је насеље у Италији у округу Латина, региону Лацио.
Према процени из 2011. у насељу је живело 48 становника. Насеље се налази на надморској висини од 70 м.